# 青岛港客运站
36°04′58″N 120°19′0.6″E / 36.08278°N 120.316833°E
青岛港客运站，又称大港客运站，位于中国山东省青岛市市北区新疆路6号，建于1975-1976年，青岛市城建局设计，曾是青岛与大连、上海、广州及韩国、日本等地之间的重要客运通道，2015年停止运营，被青岛邮轮母港取代，2021年拆除。

## 历史
青岛大港1949年前尚无专用客运码头。1952年，青岛大港客运站在大港入口处，面积520平方米，可容300人候船，但离青岛-大连线、青岛-上海线客班轮停泊的一号、二号码头较远。1970年代，随着中美、中日关系改善，中国大陆的国际贸易往来增多，原有港口设施不再适应此种形势。1973年，国务院总理周恩来号召“三年改变港口面貌”，同年，青岛市响应号召成立青岛市港口建设指挥部，着手对青岛港进行改扩建。1973年5月，六号码头总体改造工程正式开工，建成2个7500吨级的客运专用泊位。
1975年4月29日，与六号码头总体改造配套的青岛港客运站开工建设，工程由青岛市港口建设指挥部组织领导，青岛市城建局设计室（今青岛市建筑设计研究院）设计，临沂建筑公司施工，1976年12月25日竣工，1977年10月1日投入使用。此后数十年，青岛港客运站为旅客进出青岛的主要通道之一，同时也是青岛1970、1980年代的地标性建筑。此外，该工程曾被评为山东省省级优秀设计项目。
青岛港客运站投入运营后，先后运营、开通了青岛-上海、青岛-广州、青岛-大连、青岛-烟台等多条国内航线，青岛至上海、广州的船票曾一度一票难求。1990年代，随着公路、铁路、航空运输的发展，青岛-上海航线逐渐冷清。青岛港客运站因此选择转型，由国内客运班轮转向国际客货班轮，至2005年先后开辟青岛-韩国仁川、青岛-日本下关、青岛-韩国平泽3条客运航线。为迎接2008年北京奥运会，青岛港客运站改造工程于2008年1月21日开工，3月15日完工，期间对客运站内外装修、修整站前广场，及对客运站售票、候船、登船等服务设施进行更新完善。2014年，青岛港客运站全年接送旅客12万人，月均接送旅客1万人次。
2015年3月16日，最后一班春运客轮从青岛港客运站启航。同年5月29日，青岛邮轮母港正式启用，日韩航线客轮改在邮轮母港停泊，青岛港客运站停止运营。2021年3月，青岛港客运站开始拆除。

## 建筑特色
青岛港客运站站房为钢筋混凝土框架结构，正立面利用一层顶部和屋顶的水平向大挑檐，形成水平处理带，二层做竖向柱，以分割整片大玻璃窗。屋顶正中设钟楼，突出交通建筑特点。站房内部候船大厅二层，北侧为三层，作办公等用。建筑总面积7466平方米，包括一楼候船厅1176平方米、二楼候船厅1344平方米、三楼前厅504平方米、售票厅720平方米、夹层平台364平方米、行李房544平方米，另有站前广场3650.43平方米，可同时容纳2000人候船。二层候船厅通过栈桥可直达客轮。另设小卖部、邮电所，及拥有148床位的旅社1处。整体设计造型简明大方，布局紧凑，分区合理。